# Protaphorura
Genre
Protaphorura est un genre de collemboles de la famille des Onychiuridae.

## Liste des espèces
Selon Checklist of the Collembola of the World (version du 30 septembre 2019) :
- Protaphorura abscondita Kaprus, Weiner & Pasnik, 2016
- Protaphorura aconae Arbea & Jordana, 1994
- Protaphorura ajudagi Pomorski, Skarzynski & Kaprus, 1998
- Protaphorura aksuensis (Martynova, 1972)
- Protaphorura armata (Tullberg, 1869)
- Protaphorura asensitiva (Stach, 1954)
- Protaphorura aurantiaca (Ridley, 1880)
- Protaphorura bakhchisaraica Kaprus, Pasnik & Weiner, 2014
- Protaphorura bicampata (Gisin, 1956)
- Protaphorura borealis (Martynova, 1973)
- Protaphorura borinensis Parimuchová & Kovác, 2016
- Protaphorura borzica (Gruia, 1999)
- Protaphorura brevispinata (Yosii, 1966)
- Protaphorura buryatica Gulgenova & Potapov, 2013
- Protaphorura caerulea (Börner, 1901)
- Protaphorura caledonica (Bagnall, 1935)
- Protaphorura campata (Gisin, 1952)
- Protaphorura cancellata (Gisin, 1956)
- Protaphorura changbaiensis Sun, Zhang & Wu, 2013
- Protaphorura chilensis (Loksa & Rubio, 1966)
- Protaphorura christiani Pomorski, Leithner & Bruckner, 2003
- Protaphorura churchilliana (Hammer, 1953)
- Protaphorura crassa (Kos, 1940)
- Protaphorura cykini Parimuchova & Kovac, 2017
- Protaphorura dallaii (Nosek & Paoletti, 1981)
- Protaphorura daviesi (Bagnall, 1935)
- Protaphorura decempunctata (Kos, 1939)
- Protaphorura diplosensillata (Dunger, 1978)
- Protaphorura discrepans (Bagnall, 1948)
- Protaphorura dorzhievi Gulgenova & Potapov, 2013
- Protaphorura dudichi (Loksa & Rubio, 1966)
- Protaphorura duodecimpunctata (Folsom, 1919)
- Protaphorura dzherga Gulgenova & Potapov, 2013
- Protaphorura edentata (Kos, 1939)
- Protaphorura eichhorni (Gisin, 1954)
- Protaphorura elenae Kaprus & Pomorski, 2008
- Protaphorura federicoi Arbea, 2003
- Protaphorura fimata (Gisin, 1952)
- Protaphorura fistania Thibaud & Peja, 1994
- Protaphorura florae Simón-Benito & Luciáñez, 1994
- Protaphorura genheensis Sun, Chang & Wu, 2015
- Protaphorura gisini (Haybach, 1960)
- Protaphorura glebata (Gisin, 1952)
- Protaphorura golestanica Kaprus, Shayanmehr & Kahrarian, 2017
- Protaphorura ianstachi Yosii, 1972
- Protaphorura ionescui Radwanski, Fiera & Weiner, 2006
- Protaphorura islandica (Bödvarsson, 1959)
- Protaphorura jacutica Martynova, 1976
- Protaphorura janosik Weiner, 1990
- Protaphorura januarii (Weiner, 1977)
- Protaphorura jernika Kaprus, Weiner & Pasnik, 2016
- Protaphorura jiamusiensis Sun, Wu & Gao, 2013
- Protaphorura kadici (Loksa, 1967)
- Protaphorura karadzicae (Lucic, Dimitrijevic & Mihajlova, 2003)
- Protaphorura kaszabi Dunger, 1978
- Protaphorura kolenatii (Hemmer, 2000)
- Protaphorura kopetdagi Pomorski, 1994
- Protaphorura kultia (Singh, Baijal & Mathew, 1956)
- Protaphorura latosimilis (Loksa & Rubio, 1966)
- Protaphorura levantina (Christiansen, 1956)
- Protaphorura licheniphila Kaprus & Pomorski, 2008
- Protaphorura longisensillata (Yosii, 1969)
- Protaphorura lucensis Arbea, 2015
- Protaphorura macfadyeni (Gisin, 1953)
- Protaphorura macrodentata (Hammer, 1953)
- Protaphorura macrotuberculata (Kos, 1939
- Protaphorura maglicensis (Zivadinovic, 1970)
- Protaphorura maoerensis Sun, Wu & Gao, 2013
- Protaphorura matsumotoi (Kinoshita, 1923)
- Protaphorura meridiata (Gisin, 1952)
- Protaphorura merita Kaprus & Pomorski, 2008
- Protaphorura microcellata (Dunger, 1978)
- Protaphorura microcellata Babenko & Kaprus, 2014
- Protaphorura microtica Dunger, 1978
- Protaphorura minima Sun, Zhang & Wu, 2013
- Protaphorura mongolica (Martynova, 1975)
- Protaphorura montana Mateos Frias & Arbea, 1986
- Protaphorura multipunctata (Absolon, 1900)
- Protaphorura nazarovensis Kaprus & Pomorski, 2008
- Protaphorura neriensis (Martynova, 1976)
- Protaphorura nikolai Kaprus, Weiner & Pasnik, 2016
- Protaphorura nutak (Yosii, 1972)
- Protaphorura octopunctata (Tullberg, 1877)
- Protaphorura okaensis Becker, 1905
- Protaphorura oligopseudocellata Kaprus, Weiner & Pasnik, 2016
- Protaphorura ombrophila (Stach, 1960)
- Protaphorura orthacantha (Handschin, 1920)
- Protaphorura pannonica (Haybach, 1960)
- Protaphorura parallata (Gisin, 1952)
- Protaphorura paucisetosa (Hammer, 1942)
- Protaphorura persica Arbea & Kahrarian, 2017
- Protaphorura pjasinae (Martynova, 1976)
- Protaphorura pseudarmata (Folsom, 1917)
- Protaphorura pseudocellata (Naglitsch, 1962)
- Protaphorura pseudoglebata Arbea & Jordana, 1989
- Protaphorura pseudostyriaca (Loksa, 1964)
- Protaphorura pseudovanderdrifti (Gisin, 1957)
- Protaphorura pulvinata (Gisin, 1954)
- Protaphorura quadriocellata (Gisin, 1947)
- Protaphorura quercetana Mateos Frias & Arbea, 1986
- Protaphorura sakatoi (Yosii, 1966)
- Protaphorura salsa Kaprus, Pasnik & Weiner, 2014
- Protaphorura saltuaria Pomorski & Kaprus, 2007
- Protaphorura sayanica Kaprus, Weiner & Pasnik, 2016
- Protaphorura sensillata (Khanislamova, 1986)
- Protaphorura septempapillata Palissa, 1986
- Protaphorura spinoidea (Steiner, 1955)
- Protaphorura stalagmitorum (Absolon, 1900)
- Protaphorura stiriaca (Stach, 1946)
- Protaphorura stogovi Pomorski, 1993
- Protaphorura subaequalis (Bagnall, 1937)
- Protaphorura subarctica (Martynova, 1976)
- Protaphorura subarmata (Gisin, 1957)
- Protaphorura subfimata Thibaud & Christian, 1986
- Protaphorura submersa Kaprus & Pomorski, 2008
- Protaphorura suboctopunctata Khanislamova, 1986
- Protaphorura subuliginata (Gisin, 1956)
- Protaphorura svontoernei (Gisin, 1957)
- Protaphorura taimyrica (Martynova, 1976)
- Protaphorura teres (Yosii, 1956)
- Protaphorura tetragrammata (Gisin, 1961)
- Protaphorura tolae Pomorski & Kaprus, 2007
- Protaphorura tricampata (Gisin, 1956)
- Protaphorura tschernovi (Martynova, 1976)
- Protaphorura tullbergi (Bagnall, 1937)
- Protaphorura tundricola (Martynova, 1976)
- Protaphorura tuvinica Kaprus, Weiner & Pasnik, 2016
- Protaphorura unari Rusek, 1995
- Protaphorura uniparis Gulgenova & Potapov, 2013
- Protaphorura ussurica (Martynova, 1981)
- Protaphorura valsainensis Acón, 1981
- Protaphorura vasilinae Kaprus, Weiner & Pasnik, 2016
- Protaphorura yagii (Miyoshi, 1923)
- Protaphorura zlatiborensis Lucic, Curcic, Pavkovic-Lucic & Tomic, 2008
- Protaphorura zloti (Curcic & Lucic, 1997)
- Protaphorura zori (Martynova, 1975)

## Publication originale
- Absolon, 1901 : Weitere Nachricht über europäische Höhlencollembolen und über die Gattung Aphorura AD.Macg. Zoologischer Anzeiger, vol. 24, p. 375-381 & p. 385-389 (texte intégral).